# Battaglia di Solicinium
La battaglia di Solicinium fu combattuta nel 368 tra l'esercito romano guidato dall'imperatore Valentiniano I e gli Alemanni.

## Contesto storico
Nella primavera di quell'anno, probabilmente a pasqua, un capo alamanno di nome Rando aveva passato il Reno e aveva attaccato Muguntiacum (Magonza), facendo un gran numero di prigionieri e ritirandosi nel proprio territorio. Valentiniano aveva ordinato all'esercito dell'Italia e dell'Illirico di muoversi, sotto il comando del comes Sebastiano, contro gli Alemanni, probabilmente dalla Rezia. Valentiniano in persona prese il comando di un grande esercito e mosse, affiancato dai magistri militum d'Occidente Giovino e Severo, contro il nemico: è da notare il fatto che Graziano, il figlio di appena nove anni di Valentiniano che venne nominato co-augusto il 4 agosto del 367, seguiva il padre nella campagna.
Gli Alemanni non tentarono di difendere il proprio territorio contro questo grande esercito, ma scelsero di riunire le proprie forze su una montagna difficilmente accessibile, dalle parti di Solicinum. L'esatta posizione di Solicinum non è nota, perché la descrizione di Ammiano Marcellino della campagna di Valentiniano non indica chiaramente se l'attacco venne portato al di sopra o al di sotto del fiume Meno: Glauburg (nel circondario Wetteraukreis) e Rottenburg am Neckar sono stati proposti come possibili estremi settentrionale e meridionale per il luogo di questa battaglia.

## Battaglia
Valentiniano, avventuratosi in un'esplorazione in prima persona del campo di battaglia, cadde in un'imboscata tesagli da un contingente alemanno, mettendo a repentaglio la propria vita. Le truppe romane attaccarono l'altura da tre lati, riuscendo a raggiungere la sommità, dove si ricongiunsero, e a spingere gli Alemanni giù per il lato nord della montagna, nella direzione in cui si trovava Sebastiano. Gli Alemanni si salvarono da una distruzione completa solo grazie al calar della notte.

## Conseguenze
Valentiniano tornò a Treviri, dove celebrò la vittoria riportata a Solicinium. Decise poi di dedicare la propria attenzione alla frontiera della Gallia, lungo il limes settentrionale si dedicò infatti a fortificare l'intera area dalle sorgenti in Rezia fino alla foce del Mare del Nord attraverso la costruzione di forti, fortezze, castella  e torri d'osservazione, iniziando, a seguiti di quella battaglia, a concepire una politica estera difensiva.